# Liste des ministres français de l'Information
Cet article liste les personnes à la tête du ministère de l'Information.

## Troisième République
| Nom                              | Nom                    | Parti | Intitulé                  | Début           | Fin           | Gouvernement |
| -------------------------------- | ---------------------- | ----- | ------------------------- | --------------- | ------------- | ------------ |
|                                  | Ludovic-Oscar Frossard | USR   | Ministre de la Propagande | 13 mars 1938    | 10 avril 1938 | Blum II      |
|                                  |                        |       |                           |                 |               |              |
|                                  | Ludovic-Oscar Frossard | USR   | Ministre de l’Information | 21 mars 1940    | 5 juin 1940   | Reynaud      |
|                                  | Jean Prouvost          | SE    | Ministre de l’Information | 5 juin 1940     | 16 juin 1940  | Reynaud      |
| Haut-commissaire à la Propagande | Jean Prouvost          | SE    | 19 juin 1940              | 10 juillet 1940 | Pétain        |              |

## Régime de Vichy
| Nom | Nom              | Parti  | Intitulé | Tutelle        | Tutelle | Intitulé | Début            | Fin              | Gouvernement |
| --- | ---------------- | ------ | --- | -------------- | --- | --- | ---------------- | ---------------- | ------------ |
| | Pierre Laval     | DVD    | Ministre secrétaire d'État, vice-président du Conseil, chargé de l'Information, de la presse et de la radiodiffusion | Plein exercice | Plein exercice                                                                                               | Plein exercice | 18 juillet 1940  | 7 septembre 1940 | Laval V      |
| Ministre secrétaire d'État, vice-président du Conseil, chargé de l'Information, de la presse et de la radiodiffusion et de la coordination des différents ministères | Pierre Laval     | DVD    | 7 septembre 1940 | Plein exercice | Plein exercice                                                                                               | Plein exercice | 13 décembre 1940 |                  | Laval V      |
| | Paul Baudouin    | DVD    | Secrétaire d'État à la Présidence du Conseil et à l'Information                                                      |                | Philippe Pétain                                                                                              | Chef de l'État français, président du Conseil                                                                                        | 13 décembre 1940 | 2 janvier 1941   | Flandin II   |
| | Paul Marion      | Ex-PPF | Secrétaire général adjoint à la vice-présidence du Conseil pour l'Information                                        |                | François Darlan                                                                                              | Vice-président du Conseil, Ministre secrétaire d'État à la Marine, aux Affaires Étrangères et à l'Intérieur, chargé de l'Information | 24 février 1941  | 11 août 1941     | Darlan       |
| Secrétaire général de l'Information et de la Propagande au Ravitaillement                                                                                            | Paul Marion      | Ex-PPF | 11 août 1941 | 18 avril 1942  | François Darlan                                                                                              | Vice-président du Conseil, Ministre secrétaire d'État à la Marine, aux Affaires Étrangères et à l'Intérieur, chargé de l'Information |                  |                  | Darlan       |
| Secrétaire d'État à l'Information | Paul Marion      | Ex-PPF | | Pierre Laval   | Chef du gouvernement, ministre des Affaires étrangères, ministre de l'Intérieur et ministre de l'Information | 18 avril 1942 | 6 janvier 1944   | Laval VI         |              |
| | Philippe Henriot | DVD    | Secrétaire d'État à l'Information et à la Propagande                                                                 | Pierre Laval   | Chef du gouvernement, ministre des Affaires étrangères, ministre de l'Intérieur et ministre de l'Information | 6 janvier 1944 | 28 juin 1944     | Laval VI         |              |

## France libre
| Nom               | Début             | Fin               |
| ----------------- | ----------------- | ----------------- |
| André Diethelm    | 24 septembre 1941 | 28 juillet 1942   |
| Jacques Soustelle | 28 juillet 1942   | 7 juin 1943       |
| Henri Bonnet      | 7 juin 1943       | 10 septembre 1944 |

## Quatrième République
| Nom | Nom                  | Parti              | Intitulé                                                             | Début             | Fin              | Gouvernement          |
| --- | -------------------- | ------------------ | -------------------------------------------------------------------- | ----------------- | ---------------- | --------------------- |
|     | Pierre-Henri Teitgen | PDP, MRP           | Ministre de l’Information                                            | 10 septembre 1944 | 30 mai 1945      | De Gaulle I           |
|     | Jacques Soustelle    | UDSR               | Ministre de l’Information                                            | 30 mai 1945       | 21 novembre 1945 | De Gaulle I           |
|     | André Malraux        | DVG                | Ministre de l’Information                                            | 21 novembre 1945  | 26 janvier 1946  | De Gaulle II          |
|     |                      |                    |                                                                      |                   |                  |                       |
|     | Jean Letourneau      | MRP                | Ministre d'État, ministre de l'Information                           | 2 juillet 1950    | 12 juillet 1950  | Queuille II           |
|     | Albert Gazier        | SFIO               | Ministre de l’Information                                            | 12 juillet 1950   | 11 août 1951     | Pleven I Queuille III |
|     | Robert Buron         | MRP                | Ministre de l’Information                                            | 11 août 1951      | 20 janvier 1952  | Pleven II             |
|     | Paul Coste-Floret    | MRP                | Ministre de l’Information                                            | 20 janvier 1952   | 8 mars 1952      | Faure I               |
|     |                      |                    |                                                                      |                   |                  |                       |
|     | Gérard Jaquet        | SFIO               | Secrétaire d'État à la Présidence du Conseil chargé de l'Information | 1er février 1956  | 13 juin 1957     | Mollet                |
|     |                      |                    |                                                                      |                   |                  |                       |
|     | Albert Gazier        | SFIO               | Ministre de l’Information                                            | 17 mai 1958       | 1er juin 1958    | Pflimlin              |
|     | André Malraux        | RS                 | Ministre chargé de la Radio, de la Télévision et de la Presse        | 12 juin 1958      | 7 juillet 1958   | De Gaulle III         |
|     | Jacques Soustelle    | RS-USRAF, URF, UNR | Ministre de l’Information                                            | 7 juillet 1958    | 8 janvier 1959   | De Gaulle III         |

## Cinquième République
| Ministre délégué ou Secrétaire d'État                       | Intitulé                                                                          | Ministre                  | Intitulé         | Gouvernement      | Date                  |
| ----------------------------------------------------------- | --------------------------------------------------------------------------------- | ------------------------- | ---------------- | ----------------- | --------------------- |
| Roger Frey                                                  | Ministre de l'Information                                                         | Plein exercice            | Plein exercice   | Debré             | 08/01/1959 05/02/1960 |
| Louis Terrenoire                                            | Ministre de l'Information                                                         | Plein exercice            | Plein exercice   | Debré             | 05/02/1960 24/08/1961 |
| Christian de La Malène                                      | Secrétaire d'État chargé de l'Information                                         | Michel Debré              | Premier ministre | Debré             | 24/08/1961 14/04/1962 |
| Alain Peyrefitte                                            | Secrétaire d'État chargé de l'Information                                         | Georges Pompidou          | Premier ministre | Pompidou 1        | 15/04/1962 11/09/1962 |
| Christian Fouchet                                           | Ministre délégué chargé de l'Information                                          | Georges Pompidou          | Premier ministre | Pompidou 1        | 11/09/1962 28/11/1962 |
| Alain Peyrefitte                                            | Ministre de l'Information                                                         | Plein exercice            | Plein exercice   | Pompidou 2        | 06/12/1962 08/01/1966 |
| Yvon Bourges                                                | Secrétaire d'État chargé de l'Information                                         | Georges Pompidou          | Premier ministre | Pompidou 3        | 08/01/1966 01/04/1967 |
| Georges Gorse                                               | Ministre de l'Information                                                         | Plein exercice            | Plein exercice   | Pompidou 4        | 07/04/1967 31/05/1968 |
| Yves Guéna                                                  | Ministre de l'Information                                                         | Plein exercice            | Plein exercice   | Pompidou 4        | 31/05/1968 10/07/1968 |
| Joël Le Theule                                              | Secrétaire d'État chargé de l'Information                                         | Maurice Couve de Murville | Premier ministre | Couve de Murville | 12/07/1968 20/06/1969 |
| Pas de titulaire entre le 20 juin 1969 et le 6 juillet 1972 |                                                                                   |                           |                  |                   |                       |
| Philippe Malaud                                             | Secrétaire d'État chargé de la Fonction publique et des Services de l'information | Pierre Messmer            | Premier ministre | Messmer 1         | 06/07/1972 28/03/1973 |
| Philippe Malaud                                             | Ministre de l'Information                                                         | Plein exercice            | Plein exercice   | Messmer 2         | 05/04/1973 23/10/1973 |
| Jean-Philippe Lecat                                         | Ministre de l'Information, porte-parole du Gouvernement,                          | Plein exercice            | Plein exercice   | Messmer 2         | 23/10/1973 27/02/1974 |
| Jean-Philippe Lecat                                         | Ministre de l'Information, porte-parole du Gouvernement,                          | Plein exercice            | Plein exercice   | Messmer 3         | 01/03/1974 27/05/1974 |
| Poste supprimé                                              |                                                                                   |                           |                  |                   |                       |